# JavaMail
JavaMail est l'API standard de gestion des courriers électroniques de J2EE.

## Exemples
- Protocole Pop3, IMAP4 avec SSL ou non Pop3.java
- Protocole SMTP avec SSL ou non EMail.java
- Protocole NNTP (nntp provider gnu.org) NNTP.java